# Дейви Чейс
Дейви Елизабет Чейс (на английски: Daveigh Elizabeth Chase) е американска актриса, певица и модел. Известна е с ролите си на Саманта Дарко в „Дони Дарко“, Самара Морган в „Предизвестена смърт“, Чихиро в „Отнесена от духовете“, Лило Пелекай в поредицата „Лило и Стич“ и други.
Между 2006 г. до 2011 г. тя изигра поддържаща роля в сериала „Голяма любов“ по HBO, където играе Ронда Волмър, а през 2009 г. се завръща с ролята си на Саманта Дарко в „С. Дарко“.

## Ранен живот
Чейс е родена на 24 юли 1990 г. в Лас Вегас, Невада. Нейното име е сменено на Дейви Елизабет Чейс, след като родителите й – Кати Чейс и Джон Шуалиър се развеждат. Тя израства в Олбани, Орегон.

## Актьорски състав
Чейс получава главната си роля като гласа на хавайското момиче Лило Пелекай в анимационния филм на Дисни – „Лило и Стич“, която осиновява странно синьо извънземно и го смята за куче, когото тя нарича „Стич“. През 2003 г. Чейс печели наградата „Ани“ и отново озвучава героинята в сериала „Лило и Стич: Сериалът“. Чейс също озвучава японското 10-годишно момиче Чихиро, главната героиня в американския дублаж на анимето „Отнесена от духовете“.
През 2002 г. Чейс играе Самара Морган в хорър филма „Предизвестена смърт“ и печели наградата „Ем Ти Ви“ за най-добър злодей.
Други роли на Чейс в киното и телевизията между 2000 г. и 2005 г. включват „Дони Дарко“ (2001) като малката сестра на Дони – Саманта, и „Оливър Бийн“ (2003-2004) като гаджето на Оливър – Джойс. Тя има гостуващи роли в сериалите „Докоснат от ангел“, „Чародейките“, „Спешно отделение“, „Семейно право“ и „Адвокатите“.
През 2006 г. Чейс играе ролята на Ронда Волмър в драматичния сериал на HBO – „Голяма любов“.

## Личен живот
През 2017 г. Чейс е арестувана през ноември 2017 г. за кражба на открадната кола, а през 2018 г. отново е арестувана за наркотици.

## Филмография

### Филми
- Her Married Lover (1999) – Внучката
- Robbers (2000) – Дъщерята на зъболекаря
- „Дони Дарко“ (2001) – Саманта Дарко
- „Изкуствен интелект“ (2001) – (отпаднали сцени)
- „Отнесена от духовете“ (2001) – Чихиро (глас, английски дублаж)
- „Лило и Стич“ (2002) – Лило Пелекай (глас)
- „Предизвестена смърт“ (2002) – Самара Морган
- Haunted Lighthouse (2003) – Анабел (късометражен филм)
- „Каролайна“ (2003) – Джорджия като малка
- „Стич: Филмът“ (2003) – Лило Пелекай (глас)
- „Бетовен 5“ (2003) – Сара Нютън
- Rings (2005) – Самара Морган (архивен кадър)
- „Предизвестена смърт 2“ (2005) – Самара Морган (архивен кадър)
- „Лерой и Стич“ (2006) – Лило Пелекай (глас)
- „С. Дарко“ (2009) – Саманта Дарко
- „Жълто“ (2012) – Мери Холмс като млада
- Little Red Wagon (2012) – Кели Бонър
- Jack Comes Home (2016) – Шанда
- American Romance (2016) – Криси Мадисън
- „Предизвестена смърт 3“ (2005) – Самара Морган (архивен кадър)

### Сериали
- „Сабрина младата вещица“ (1998) – малко момиче
- „Чародейките“ (2000) – Кристина Ларсън като малка
- „Адвокатите“ (2000) – Дженифър Уейкфийлд
- „Спешно отделение“ (2000) – Тейлър Уокър
- „Да, мило“ (2000) – Брук
- „Оливър Бийн“ (2003) – Джойс (главна роля, 23 епизода)
- „Лило и Стич: Сериалът“ (2003) – Лило Пелекай (глас; главна роля, 65 епизода)
- „От местопрестъплението“ (2004) – Теса Прес
- „Забравени досиета“ (2004) – Ариел Шуман
- „Голяма любов“ (2006) – Ронда Волмър (главна роля, 32 епизода)
- „Безследно изчезнали“ (2008) – Ашли Джефрис

### Видеоигри
- Disney's Lilo & Stitch (2002) – Лило Пелекай
- Lilo & Stitch: Trouble in Paradise (2002) – Лило Пелекай
- Lilo & Stitch: Hawaiian Adventure (2002) – Лило Пелекай
- Let it Die (2016)

## Награди и номинации
| Година | Филм/Сериал         | Награда                             | Категория                                            | Резултат  | Източници |
| ------ | ------------------- | ----------------------------------- | ---------------------------------------------------- | --------- | --------- |
| 2002   | Докоснат от ангел   | Награди „Млад артист“               | най-добро изпълнение в драматичен сериал             | номинация |           |
| 2003   | Предизвестена смърт | Phoenix Film Critics Society Awards | най-добър млад изпълнител в главна и поддържаща роля | номинация |           |
| 2003   | Предизвестена смърт | Филмови награди на Ем Ти Ви         | най-добър злодей                                     | награда   |           |
| 2003   | Лило и Стич         | Награди „Ани“                       | за най-добра озвучаваща роля в анимационен филм      | награда   | [ 9 ]     |
| 2003   | Лило и Стич         | Phoenix Film Critics Society Awards | най-добър млад изпълнител в главна и поддържаща роля | номинация |           |
| 2003   | Лило и Стич         | Награда „Изборът на критиците“      | за най-добра озвучаваща роля (над 10 години)         | награда   |           |